# Barthélemy-Théodore de Theux
Pour les articles homonymes, voir Theux (homonymie).
Ne doit pas être confondu avec Théodore de Theux.
Barthélemy-Théodore de Theux (né à Liège le 31 octobre 1745 et mort là-même le 1er mai 1820) est un ecclésiastique liégeois. 

## Biographie
Il fait ses études au collège germanique de Rome. Revêtu de la prêtrise, il devient successivement chanoine de la collégiale Saint-Jean à Liège, chanoine-tréfoncier du chapitre de Saint-Lambert et prévôt  de Notre-Dame de Maastricht.
En 1784, il prend possession par héritage de la seigneurie de Montjardin dont il restaure le château et où il crée de nouveaux jardins. Il meurt à Liège le 1er mai 1820 et est enterré dans l'église de Sougné. Sa pierre tombale a été récemment déplacée à l’entrée du caveau de la famille de Theux à Montjardin. Après sa mort, la propriété de Montjardin passa à son frère Jacques de Theux.

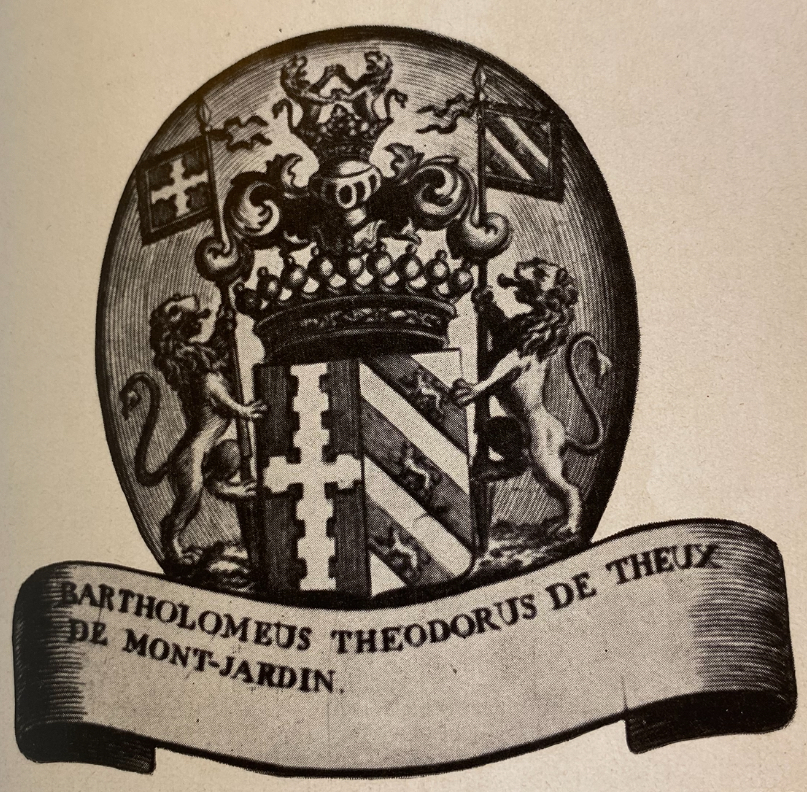
Armoiries de Barthélemy-Théodore de Theux de Montjardin (extrait du calendrier des chanoines tréfonciers de Liège de 1794)

## Évocation littéraire
Le comte Henri de Merode-Westerloo (1782-1847) lui rendit visite en 1811 et raconte son séjour à Montjardin dans ses souvenirs :
« À deux lieues de Spa se trouve le petit château de Montjardin, appartenant à M. de Theux, ancien chanoine de la cathédrale de Liège [...] Nous étions depuis 1808 en relation avec M. de Theux, chez qui nous avions diné plusieurs fois pendant cette année et celle de 1810 ; car il était parent d'un de nos amis qui passait chaque année quelques semaines au château d'Everberg. M. de Theux, comprenant notre position, nous reçut à merveille ; il avait avec lui ses deux nièces, MM de Lézaack, dont la seconde était une personne spirituelle, instruite et d'une grande vertu [...] Après trois jours de séjour à Montjardin, nous espérâmes que l'effet de notre départ serait diminué et nous retournâmes à Spa [...] Nous partîmes donc à neuf heures du soir pour Liège. La magnifique comète de 1811 brillait alors sur l'horizon, et, dans les vastes bruyères entre Spa et Liège, nous contemplâmes pendant deux heures de nuit cet astre admirable, dont la queue s'élevait à une immense hauteur vers les cieux. »